# Сватове (Перекопський район)
Сва́тове (до 1948 року — Султанаш, крим. Sultanaş) — село Перекопського району Автономної Республіки Крим.
Розташоване на півдні району.
Відстань від райцентру до населеного пункта становить 17 кілометрів по прямій.
За даними сільради на 2009 рік, село займало площу 51,8 га, на якій у 72 дворах проживало 179 осіб.

## Населення
Згідно з переписом УРСР 1989 року чисельність наявного населення села становила 185 осіб, з яких 101 чоловік та 84 жінки.
За переписом населення України 2001 року в селі мешкало 230 осіб.

### Мова
Розподіл населення за рідною мовою за даними перепису 2001 року:
| Мова              | Відсоток |
| ----------------- | -------- |
| українська        | 39,13 %  |
| російська         | 36,52 %  |
| кримськотатарська | 24,35 %  |